# Zirndorf
Zirndorf és un municipi d'Alemanya situat a l'estat de Baviera i és cap del districte de Fürth. Està agermanat amb la població francesa de Bourganeuf.